# French Settlement
French Settlement – wieś w Stanach Zjednoczonych, w stanie Luizjana, w parafii Livingston.